# Кимели, Кипкембой
Кипкембой Кимели (англ. Kipkemboi Kimeli; 30 ноября 1966 — 6 февраля 2010, Альбукерке, Нью-Мексико, США) — кенийский легкоатлет, бронзовый призёр Олимпиады в Сеуле (1988) на дистанции 10 000 метров.
В 1985 году выиграл юниорский чемпионат мира по кроссу в Лиссабоне, с 1987 году стал тренироваться в немецком клубе USC Heidelberg.
На Олимпийских играх в Сеуле (1988) выиграл «бронзу», показав лучший личный результат 27:25,16. В дальнейшем спортсмен не показывал подобных результатов, а на пьедестал почета он поднимался только в 1989 году, став восьмым в личном зачете, он стал чемпионом в командных соревнованиях мирового первенства по кроссу в Ставангере.